# Smartbook
 (octobre 2014).

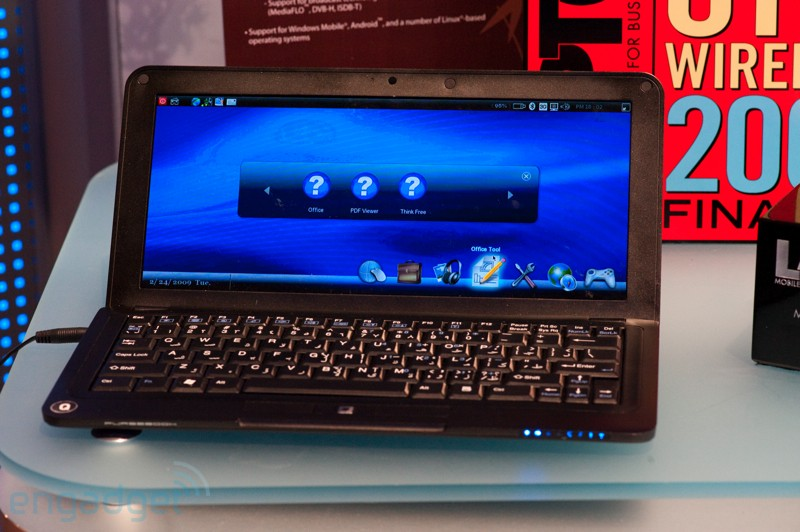
Wirston Pursebook (avril 2009)

Un Smartbook est un appareil portatif à mi-chemin entre un smartphone et un netbook. Il comporte un processeur mobile de technologie RISC (généralement ARM, parfois MIPS), contrairement au netbook, et comporte un clavier pour une utilisation bureautique mobile, contrairement au smartphone ou à la tablette tactile. Des modèles 2-en-1 comme ceux de la série Asus Transformer (en) permettent une utilisation tablette ou ordinateur mobile.
Selon le fabricant américain Qualcomm, qui a présenté le concept pour la première fois au salon Computex 2009, le smartbook offre les avantages d’un téléphone intelligent (toujours allumé, autonomie d’une journée, connectivité 3G, GPS), tout en étant muni d’un clavier complet et d’un écran plus grand (généralement de 5 à 12 pouces de diagonale).
Les premiers smartbooks de cette définition ont été lancés fin 2009 et début 2010.

## Smartbook AG et problèmes légaux
Smartbook est depuis plus de quatre ans le nom d'une gamme d’ordinateurs portatifs vendus par la compagnie allemande Smartbook AG, dont les i-1100Z (2006), i-1500C (2006), i-2500V (2006), i-3900Y (2006), i-7500N (2007), Predator (2008), Heaven XTC (2008), ZENiD (2008), Hornet (2008) et ZENiD GC CRYSTAL & Smartbook Heaven Puro (2009).
Smartbook est d’ailleurs une marque enregistrée par Smartbook AG en Allemagne, en Autriche, en Australie, au Benelux, en Suisse, en République Tchèque, au Danemark, en Espagne, en Finlande, en France, au Royaume-Uni, en Italie, en Corée du Nord, en Corée du Sud, à Monaco, en Norvège, en Pologne, au Portugal, en Russie, en Suède, à Singapour, en Turquie et en Ukraine.
Le mot ne pourra donc pas être utilisé dans ces pays dans le sens employé dans cet article. Selon un jugement de la cour allemande, Qualcomm devra d’ailleurs bloquer en Allemagne l’accès à ses pages Web contenant le mot Smartbook,.

## Historique
Sharp commercialise au Japon depuis septembre 2009 le Netwalker PC-Z1, successeur du Zaurus. C'est un mini ordinateur portable équipé d'un processeur Freescale, doté d'un écran de 5 pouces et ayant Ubuntu pour OS.
Freescale a présenté un design de référence avant le CES 2010. C'est une tablette 7 pouces de moins de 400 grammes qui tourne sous Linux ou Android au prix annoncé de 199 $.

### 2011
En mars 2011, Hercules sort l'Hercules eCafé équipé du Freescale i.MX515, un ARM Cortex-A8 à 800 MHz.
En 2011, Toshiba lance le Toshiba AC100 (en), équipé d'un SoC Nvidia Tegra250.
En 2011 également, Lenovo, sort le Lenovo Skylight (en), équipé d'un Qualcomm Snapdragon.

### 2012
En avril 2012, Sunlike sort le UMPC-1021, basé sur un Allwinner A10 avec 5 à 10 heures d'autonomie selon la version de la batterie
À l'automne 2012, Archos sort le'Archos 101 xs, un smartbook composé d'une tablette tactile et d'un clavier communicant en bluetooth adhérant à celle-ci par magnétisme
Samsung lance fin 2012 une version de Chromebook nommé Chromebook XE303C12, équipé d'un SoC Exynos 5 dual double cœur ARM Cortex-A15 MPCore.

### 2013
Un an après HP sort également un Chromebook aux mêmes caractéristiques que celui de Samsung.
En août 2013, sort le H6 Android 4.0 basé sur un SoC Allwinner A10
Lenovo sort à l'automne 2013 l'Ideapad A10, smartbook équipé d'un SoC Rockchip RK3188 quad cœurs ARM Cortex-A9 MPCore
En novembre 2013 est annoncé, la deuxième version de la gamme 10 XS avec le Archos 101 XS 2. Il est cette fois équipé de 2 Go de RAM et également d'un SoC Rockchip RK3188.

### 2014
Début mars 2014, Samsung annonce les Chromebook 2 Series, un modèle avec écran 11,6 pouces et un modèle avec écran 13,3 pouces. Ils comprennent tous deux un processeur Exynos 5 octa (8 cœurs), un stockage SSD de 16 Go et 4 Go de RAM.
Durant l'été 2014, sort le YziBook Pro d'eviGroup, équipé d'un SoC VIA WM8880, composé un dualcore Cortex A9 et d'un Mali 400. Le smartbook est équipé d'un écran 13,3 pouces, d'1 Gio de RAM, d'un SSD de 16 Gio, de 3 ports USB, d'un port SD pleine taille et d'un port ethernet RJ45 et des réseaux sans fil Wi-Fi et Bluetooth.
Acer annonce en juillet 2014 le Chromebook CB5-311, basé sur un SoC Nvidia Tegra K1 comportant un CPU ARM Cortex-A15 et un GPU à 192 cœurs. Le smartbook est équipé d'un écran de 13,3 pouces Full HD et 2 ou 4 Go de RAM en option

### 2015
Différents constructeurs se sont mis à proposer des netbook plutôt orientés smartbook en 2015, principalement avec le processeur Rockchip RK3288, principalement en raison du port Chromium OS et Chrome OS par le concepteur de processeurs de Fuzhou, permettant d'avoir des netbook entre 150 et 250$ sans faire de dumping. Différentes distributions Linux ont été portés sur ces modèles, parmi lesquels Arch Linux ARM. Des ports de Debian et Ubuntu existent et sont accélérés pour ce SoC. Le projet Kodi voit des efforts d'intégration dans ce sens avec le décodage vidéo accéléré. Ils sont basés sur la plate-forme Chromebook Veyron Pinky.
- Asus Chromebook C201 11.6", et Chromebook Flip C100P (10"), ce dernier pouvant faire office de tablette)
- Haier Chromebook C11
- Hisense Chromebook C11
- CTL H4 Chromebook for education[30]

Le concepteur de processeur taïwanais MediaTek montre en juin 2015 des prototypes de Netbook utilisant son SoC MT8173, comportant 4 cœurs ARM 64-bits, 2 cortex A53 à très faible consommation et 2 Cortex A72 à forte puissance à destination de Chromebooks, comportant un port USB type C. Ils annoncent par la même que des constructeurs sont déjà sur la conception de modèles basés sur ce prototype.
Allwinner, un des principaux vendeurs de processeurs mobiles, de son côté sort le SoC ARM huit cœurs R58 à destination des netbooks 2-en-1 fonctionnant sous Android.